# Los doce (poema)
Los doce (en ruso «Двенадцать», en caracteres latinos «Dvenádtsat») – el poema de Aleksandr Blok, escrito a principios del año 1918, una de sus reconocidas obra cumbre y de la poesía rusa en general.

## Historia de la creación
El poema fue escrito por Blok en enero de 1918, dos meses después de la revolución de Octubre de los bolcheviques. El poema fue compuesto en un santiamén en Petrogrado congelado por el frío, en un estado de auge febril. Para la elaboración definitiva del poema fue necesario solamente un mes. Cuando el borrador del poema fue terminado, inmediatamente después de la frase final “....en la coronita blanca da las rosas, Jesús Cristo va delante.....” Blok escribe en su libreta de notas una réplica muy significativa:

«...Un ruido terrible, aumenta dentro de mí y a mi alrededor... Este ruido lo oyó Gógol (y para ahogarlo – los llamamientos a la orden de la familia y la ortodoxia)... Hoy soy un genio”.
— (29 de enero de 1918, A. Blok, Libretas de notas).

Necesitamos imaginarnos el ambiente en que esta obra se creó, una obra completamente singular para Blok y para toda la poesía rusa. Habían pasado solo dos meses después de la Revolución de Octubre, y menos de un año desde la euforia total de la Revolución Democrática de Febrero de 1917... Oleada espiritual y cansancio al mismo tiempo, después de dos años que pasó en el frente de la Primera Guerra Mundial, el frío invernal calando y el comienzo de la ruina, los fusilamientos y bandolerismo en las calles de la capital y la ansiedad por las tropas alemanas atacando Petrogrado. El pintor Yuri Ánnenkov – el primer ilustrador del poema “Los Doce”, se asoció estrechamente con Blok en el año 1918, escribió las palabras siguientes sobre el estado de ánimo del poeta:

«...En los años 1917 -18 Blok, sin dudas, fue cautivado por la parte espontánea de la revolución. “El fuego mundial” le pareció como el objetivo y no como una etapa. El fuego mundial no era aún un símbolo de destrucción: lo era “la orquesta mundial del alma popular”. Los linchamientos callejeros le parecían más justificados que un juicio. “El huracán es el compañero constante de las revoluciones”. Y de nuevo, y siempre – Música. “Música” con letra mayúscula. “Aquellos, que están llenos de música, oirán el suspiro del alma universal, si no es hoy será mañana”. – dijo  Blok en el año 1909. En 1917 le pareció que la oyó. En 1918 se reiteró, Blok decía que “ánimo es música”, “la revolución es la música y quien tenga  oídos tiene que escucharla “, y  conjuraba a la intelectualidad: ”Con todo el cuerpo, con todo el corazón, con toda la conciencia – “escuchen“ la revolución”. Esta frase es coetánea  del poema “Los Doce”.
— (Y.Ánnenkov, “Recuerdos sobre Blok” )

Blok contaba que comenzó a escribir “Los Doce” desde el medio, desde las palabras: “¡Como pegaré yo la cuchillada, pegaré!” y después se pasó al principio y escribió casi todo en un santiamén: las primeras ocho canciones del poema. La simbología numérica, también, surgió desde el principio. Los documentos y las memorias (en particular, el libro de John Reed) dicen que, de hecho, las patrullas de la Guardia Roja, también habían consistido en doce personas. En el borrador del poema hay una marca de Blok “Doce (personas y poemas)“. Y en otra marca se ve que Blok recordó el poema de Nekrásov sobre el atamán (jefe cosaco) Kudiyar y sus doce bandoleros. En los libros de notas de aquel tiempo Blok escribe: “Una señorita canta detrás de la pared. Un canalla la acompaña ... Esto es una sombra débil, el último eco de la exultación de la burguesía”. “ Los habitantes de la casa siguen silbando, cobardeando y susurrando los rumores...”Entonces, van a cortar los burgueses?” Al unísono con los recuerdos de Ánnenkov, escritas en el exilio en América, después de casi medio siglo – suenan las palabras de Blok de sí mismo y de su poema “Los Doce”.

«...En enero de 1918, me entregué a la espontaneidad por última vez. Pues, no me retracto de lo que he escrito en aquel entonces, porque fue escrito de acuerdo con la espontaneidad (con aquel sonido orgánico, del cual fui portavoz toda la vida), por ejemplo, durante y después de terminar mi trabajo con “Los Doce” sentí, durante  unos días, físicamente en el oído,  un montón de ruidos alrededor (probablemente el ruido del fracaso del mundo viejo). Por eso, aquellos que ven en “Los Doce” unos versos políticos, o son ciegos para el arte, o están sentados en el lodo político hasta las rodillas, o están obsesos con el rencor, – ya sean enemigos o amigos de mi poema”. 
— (Aleksandr Blok, “Artículos postreros” / ”Pózdnie statí”).

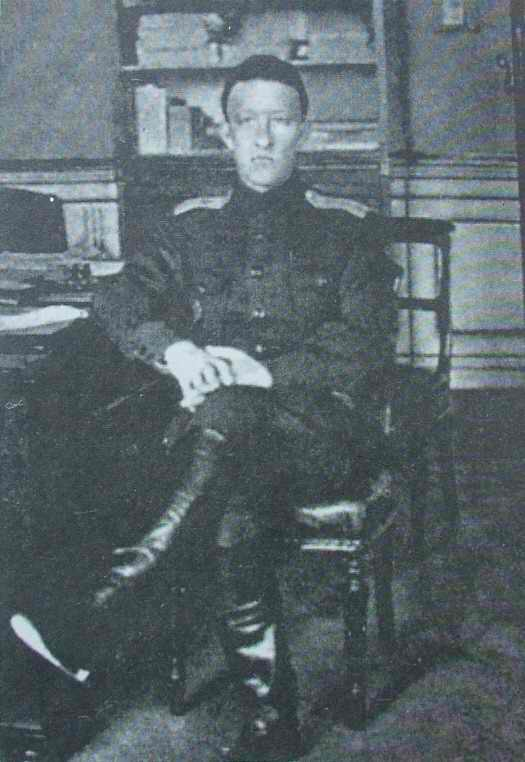
Aleksandr Blok, agosto de 1917, Palacio de Invierno

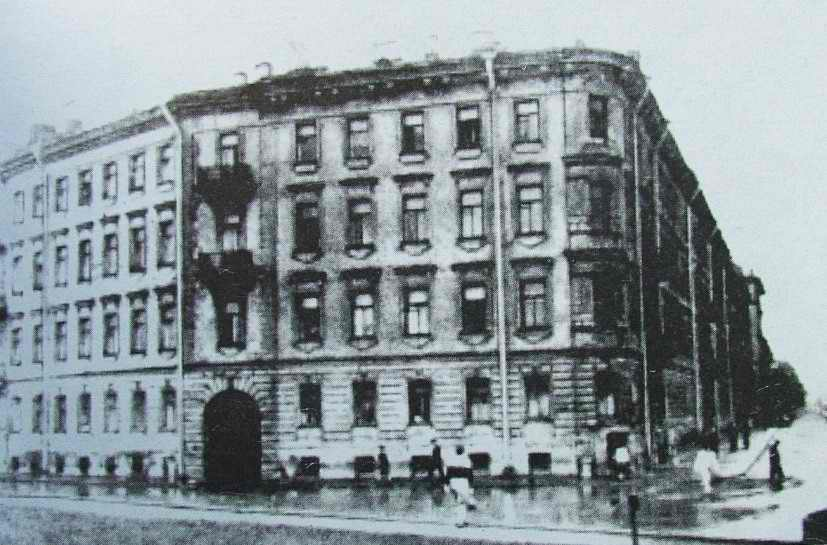
San Petersburgo en calle de Decembristas, 57.

Blok dijo muchas veces, que “Los Doce” fue lo mejor que escribió. Porque entonces vivió la modernidad. Esto continuó hasta la primavera de 1918. Y cuando empezó el Ejército Rojo y la construcción socialista (como si él hubiera puesto entre comillas estas últimas palabras), no pudo continuar más con el mismo espíritu. Y desde entonces dejó de escribir”. Según las mismas palabras de Blok, “Los Doce” se concentró en sí mismo toda la fuerza de la electricidad, de aquel aire de Octubre fue sobresaturado. (¡Camarada, mantén el fusil, no tengas miedo! Vamos a disparar la bala a Rusia Santa...) 
En busca de un idioma vivo moderno e imágenes nuevas, Blok se basó en las fuentes insólitas para la poesía del simbolismo: folklore urbano, romanza cruel y coplas populares rusas (chastushki.) Precisamente por esto, desde el punto de vista del estilo, esta vistosa y no lo bastante  comprendida obra está situada aparte en la literatura rusa de Siglo de la Plata. Unas de las claves para entender el poema se puede encontrar en el arte del conocido cupletista y poeta Mijaíl Savoyárov, cuyos conciertos en los años 1915 – 1920 Blok visitaba decenas de veces y apreciaba mucho su arte. Con toda probabilidad, Blok estuvo usando muchos elementos del estilo bajo excéntrico del artista y poeta Mijaíl Savoyárov en su arte postrevolucionario. Así, según la opinión del académico Shklovski, el poema “Los Doce” era criticado por todos y hubo pocos que lo entendieran, esto pasó precisamente porque todos estaban acostumbrados a tomar Blok solo de una manera seria. En “Los Doce”, en este retrato de Petrogrado revolucionario en el que Víktor Shklovski se comparó con “El jinete de bronce” de Pushkin, han aparecido unos motivos nuevos. Unos de los primeros que lo sintió y el mismo Víktor Shklovski fue quién lo noto: 

«...“Los Doce” – es una cosa irónica. No está escrito en el estilo de la rima popular, esta hecho en estilo “pícaro”. Esta hecho en  el estilo de las coplas de la calle como de los de Savoyarov”.
— (Víktor Shklovski, “La escala de Hamburgo” /”Gámburgski schiot”) (1914 – 1933). 

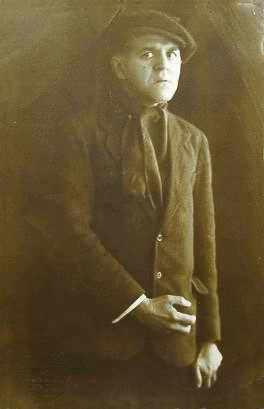
Mijaíl Savoyárov como un ladrón — tarjeta postal del año 1915

Shklovski tuvo en mente a Mijaíl Savoyárov, un cupletista popular de esos años en San Petersburgo, que trabajó en el así llamado “género desgarrado”: el salía a la escena vestido y maquillado como un ladrón. El conocido coreógrafo ruso y más tarde americano George Balanchine, recordó para siempre como Savoyárov cantaba las coplas famosas: “Aliosha, basta, toma un semitono por debajo, déjate de cargar un negro”... Precisamente esta atmósfera criminal impregnaba Petrogrado del poema “Los doce”, en un terrible invierno de nieve del año 1918. 
...Pero no solo el texto y la línea metafórica de los versos, según la idea de Blok, fue asociado con estilo “bajo” excéntrico de Savoyárov. Según la opinión de Blok, la misma lectura de los versos en voz alta (o declamación artístico) debía ir acompañado con las entonaciones correspondientes al texto y los efectos mímicos. Justamente después de la publicación del poema, en marzo de 1918, durante las lecturas activas, las discusiones y la preparación del estreno, la mujer del poeta – Liubov Blok (hija del químico Dmitri Mendeléyev) estuvo ensañando el poema para las veladas literarias y los conciertos. No se debe olvidar, en qué condiciones de la ciudad bandidesca, fría y semidestruida estaban escritas esas lecturas... Precisamente en aquel entonces Blok llevaba a Liubov Dmítrievna a los conciertos de Savoyárov, especialmente para mostrarle con qué gestos y con que entonación debía leer estos versos, y no como leía su poesía antes. Repetidamente Blok hacía resaltar esta cuestión – si las imágenes y las entonaciones del poema no pudieran ser comprendidos literalmente, pudieran ser exactamente pronunciados y llevados al oyente por lo menos de aquella manera, que sonaba dentro de su propia conciencia. Exactamente por este tiempo está fechada una de las anotaciones características y ejemplares de este humor, que había escrito Blok en sus diarios:

«...Luiba finalmente ha visto a Savoyárov, que ahora está de gira en “miniatura” al lado de nosotros. Para que medir los talentos del Aleksandrinski en voz, ellos siempre están actuando: después del almuerzo y antes de la cena, cuando un arte real esta en “miniatura”...” Una estaca más en la garganta de los burgueses, que no tienen ninguna idea de que está a su lado. 

— (20 de marzo de 1918, Alexandr Blok, libros de nota). 

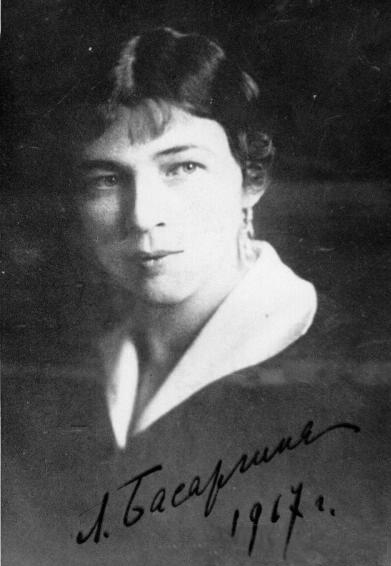
Liubov Blok, Petrogrado, 1917

Blok casi nunca recitaba “Los Doce” y no sabía cómo leerlo en voz alta. Con la lectura del poema actuaba invariablemente su mujer. Además, ella leía mal, recayendo en un mal carácter melodrámatico. Una mujer grande, quien parecía aún voluminosa, con los brazos macizos, desnudados casi hasta los hombros, se agitaba por el tablado bruscamente gritando y gesticulando, ahora sentándose ahora saltando de nuevo. Para algunos que estuvieron observando, les parecía que Blok estaba enojado al escuchar a Liubov Dmítrievna. Probablemente esto no era así, ya que Blok constantemente le aconsejaba y mostraba, cómo debía recitar el poema. Es conocido, que él había llevado a Liubov Dmítrievna especialmente a escuchar a un cupletista burdo Savoyárov, cuyo arte Blok apreciaba mucho. Es evidente que él creía que recitar “Los Doce” era necesario precisamente así, como actuaba Savoyárov, pero el mismo Blok no sabía recitar así y no lo aprendió. Para aprenderlo, tenía que hacerse “el poeta-cupletista de variedades”, dijo Blok.
Pero no es solo Savoyarov. Entre los versos del poema se sienten a menudo las entonaciones y aún las citas “de la romanza cruel” (Van sin nombre del santo Todos los doce – a lo lejos. Para todo están preparados, no se arrepienten de nada...) Durante la escritura del poema Blok estuvo releyendo el “Fausto” y, a veces, a través de las líneas del poema se transparentan las imágenes de Goethe. El perro maltés negro que fue recogido en el camino por Fausto de que salió a luz Mefistofel, se vuelve en Blok en “el perro sucio”, que personifica el símbolo del mundo viejo. (Burgués Está de pie como el perro hambriento, Está de pie como la pregunta callada. Y el mundo viejo Está de pie, detrás como el perro humilde con el rabo metido entre las piernas).
El poema acaba con el nombre de Jesucristo, que va delante de los doce soldados del Ejército Rojo (la cantidad coincide con el número de los apóstoles). Kornéi Chukovski escribía en el artículo “Aleksandr Blok como persona y poeta”: “Nikolái Gumiliov ha dicho que al final del poema “Los Doce” (en aquel trozo del poema donde aparece Cristo) le parece artificialmente pegado y que la aparición súbita de Cristo el efecto puramente literario. Blok escuchaba, como siempre, sin cambiar la expresión de la cara, pero una vez acabada la lectura dijo pensativamente con precaución, así como dando oídos a algo: - Tampoco me gusta el fin de “Los Doce”. Yo querría que este fin fuera otro. Cuando he acabado, me he asombrado: ¿por qué Cristo? Pero si yo estaba mirando más atentamente, ya veía más claro a Cristo. Y entonces he anotado: “Por desgracia Cristo”.

## Después de la publicación
El 3 de marzo de 1918 el poema “Los Doce” era publicado, en el periódico de la partida de los Eseres “La Bandera del trabajo”, lo cual era significativo y en mayo, aparecía publicado el libro por separado. Justo después de la publicación y los primeros conciertos, el poema fue recibido de uñas y dientes por la mayoría de los representantes de los intelectuales rusos. Muchos de los admiradores, compañeros e incluso los amigos de Blok simplemente rompieron todas las relaciones con Blok, lo que se explica completamente por la incandescencia de las pasiones (especialmente en los primeros meses invernales) después de la Revuelta De Octubre. Sobre uno de los mítines organizados con el fin del apoyo de los detenidos políticos, las víctimas del terror bolchevique, que ha pasado por el título “La Mañana sobre Rusia”, Anna Ajmátova leía su verso antiguo y tristemente famoso “La Oración”, en las nuevas condiciones este verso ha recibido un matiz aún más funesto y místico. Blok no ha ido a esta reunión. Más tarde contaron que el público en este concierto le gritaba:  “!El traidor!”  Es significativo que Anna Ajmátova se negó también a participar en otra velada literaria, cuando supo que en el mismo programa Liubov Dmítrievna recitaría “Los Doce”... Nikolái Gumiliov afirmaba en su medio que Blok había escrito “Los Doce” ha servido al “asunto del Anticristo” – “ha crucificado a Cristo de nuevo y ha fusilado una vez más al soberano “ Vsévolod Ivánov en sus recuerdos escribe sobre su encuentro, detrás de la taza de té, con el almirante Kolchak y él ha entregado sus palabras. “Gorki y en particular Blok son talentosos. Son muchos, muchos talentosos... Pero con todo, cuando tomaremos Moscú, tiene que colgar los dos...” Sin imbargo, al mismo tiempo el poema “Los Doce” no ha recibido la aprobación unívoco y por parte de los nuevos poderes comunistas, que al principio movían a simpatía caliente de Blok.

«...Olga Kámeneva (comisaria del Departamento Teatral) ha dicho a Liuba: ”Los versos “Los Doce” – es una imagen muy talentosa, casi genial de la realidad. Anatoli Vasílevich (Lunacharski) va a escribir sobre ellos, pero leerlos (en voz alta) no es necesario, porque en ellos se elogia aquello lo que más tememos nosotros, los socialistas viejos”. 

Los Marxistas  son los críticos más inteligentes y la mayoría tiene razón, temiendo a “Los  Doce”. Pero... “la tragedia” de un artista se queda la tragedia. Además: 

Si realmente había un clero en Rusia y no solamente el estado de las personas torpes del título espiritual, lo hace mucho  “ha tomado en consideración” aquella circunstancia que” Cristo esta con los guardias rojos”. Es posible impugnar poco probable esta verdad, la verdad simple para las personas que leían al Evangelio y las que lo pensaban....”
 — (Aleksandr Blok,  libros de nota, 10 de marzo de 1918).

De las personas próximas a Blok, literalmente algunos, lo han aceptado y han apoyado. Entre ellos: Meyerhold, el académico Serguéi Oldenburg, Rémizov y Esenin. Leyendo “Los Doce” aún sus viejos amigos y más cercanos experimentaban sorpresa, susto y aún animadversión completa por la posición inesperada y por completamente caído del círculo de la posición del poeta. Más de una vez Blok oía de ellos las prevenciones – y la condena de su “desviación izquierdista”.

«... Yo Te leo con  estremecimiento. “Los escitas” (versos) – son enormes e históricos, como la llanura de Kulikovo” ... En mi opinión, Tu tomas demasiado imprudentemente otras notas. Recuerda – A TI “no te perdonarán” ” nunca”... De algo de Tus folletines en “La bandera del trabajo” y no te compadezco tampoco: pero me sorprendo por  Tu  valentía  y  valor ... Sé sabio: une a la valentía y la precaución”. 
 — (Andréi Bely, de la carta a Blok del 17 de marzo 1918) 

Y como si respondiendo a la carta de Andréi Bely, Zinaida Gippius en los versos dirigido a Blok repite las mismas palabras: ”Yo no perdonaré, Tu Alma es inocente. Yo no la perdonaré – nunca”. 

La ruina creciente, los disturbios y los ataques de todas los partes llevan Blok a la depresión, que se profundiza y le lleva a la enfermedad. Después de “Los doce” y “Los escitas” (las dos obras las había escrito en enero de 1918) Blok como el poeta – se calló. A finales del junio de 1920 él mismo ha dicho en él: “Escribe los versos Blok que ha olvidado...”, y a todas preguntas de su callada el respondía corto:

«... Todos los sonidos han cesado... Acaso no oís que no hay ningún sonido?”

El ruido y el estrépito de la historia mundial, de que comenzaba el poema “Los Doce”, se ha calmado poco a poco, habiendo cedido el sitio a un pesado silencio de muerte. En febrero de 1919 Blok era arrestado por el Comité Extraordinario de Petrogrado (Checa), acusado de participación en el complot antisoviético. Solo al cabo del un día, después de dos interrogatorios, Blok fue liberado sin cargos, puesto que él fue defendido por Lunacharski. Sin embargo, solamente ese día y medio en la cárcel lo destrozaron. En 1920, Blok anotó en su diario:

«... bajo el yugo de la violencia la conciencia humana calla; entonces la persona se cierra en  mente;  es más insolente la violencia, se cierra más sólidamente la persona en mente. Ha pasado así Europa bajo el yugo de la Guerra, como en Rusia – ahora”.

Mientras estaba delirando, Blok exigió a su mujer que le prometiera y le jurara quemar todos los ejemplares, hasta la copia única del poema “Los doce”. Esto era vinculado directamente a aquella evolución en la actitud de Blok frente a la revolución y los bolcheviques, que él sufrió después de la creación del poema.
Sin embargo, según las palabras de Yuri Ánnenkov, el poema “Los Doce” ha conseguido abrir la brecha en la gran muchedumbre, aquella muchedumbre, que nunca antes leía a Blok. El poema “Los Doce” esta muchedumbre fue reconocido por el oído, como parentesco a él por la construcción verbal y la fonética, que entonces era poco posible llamar “libresco” y que más bien se acercaba a la forma de la rima popular.
A pesar del silencio de la creatividad del poeta, su nueva popularidad “soviética”, gracias al sonido “callejero”, las figuras expresivas de “Los Doce”, crecía de día en día.